# 1078 (numero)
Millesettantotto (1078) è il numero naturale dopo il 1077 e prima del 1079.

## Proprietà matematiche
- È un numero pari.
- È un numero composto da 12 divisori: 1, 2, 7, 11, 14, 22, 49, 77, 98, 154, 539, 1078. Poiché la somma dei suoi divisori (escluso il numero stesso) è 974 < 1078, è un numero difettivo.
- È un numero congruente.
- È un numero intoccabile.
- È un numero odioso.
- È parte delle terne pitagoriche (504, 1078, 1190), (1078, 2280, 2522), (1078, 3696, 3850), (1078, 5880, 5978), (1078, 26400, 26422), (1078, 41496, 41510), (1078, 290520, 290522).

## Astronomia
- 1078 Mentha è un asteroide della fascia principale del sistema solare.
- NGC 1078 è una galassia nella costellazione della Balena.

## Astronautica
- Cosmos 1078 è un satellite artificiale russo.